# Клен японський
{{#ifeq:0|0|{{#if:|{{#if:Acerjaponicum|[[]}}|}}}}
Клен японський (Acer japonicum) — багаторічна листопадна рослина роду клен родини сапіндових.

## Поширення
Росте в гірських лісах на півночі Японії, на островах Хоккайдо і Хонсю, на висоті 900—1800 м. У Росії проходить північна межа ареалу клена японського. Єдине місцезнаходження — біля струмка Погранічний в південній частині острова Кунашир (Південно-Курильський район Сахалінської області). Занесений до Червоної книги Росії.
Обидві видові назви, латинська й українська, пов'язані з первинною зоною розповсюдження цієї рослини.

## Опис
У природних умовах зростання невелике листопадне дерево, в культурі зазвичай великий чагарник до 8-10 метрів заввишки. Гілки червонувато-сірі. Кора сіра, гладка, не розтріскується.
Листки округлі, 8-15 см у діаметрі, по краях пилчасті, 7-, 9-, 11-дольні, супротивні. Розсічені менш ніж на половину діаметра. Черешки довжиною 3-5 см, часто злегка запушені. Перші листя з'являються у квітні. Восени листя оранжево-червоні з жовтими цятками.
Квітки яскраві, фіолетово-червоні, зібрані в досить довгі щитоподібні суцвіття.
Число хромосом 2n = 26.

## Історія
Клен японський описаний 1784 року Юханом Мюрреєм по неопублікованій роботі Карла Тунберга. З тих пір в літературі з'явилося безліч синонімів, найбільш поширений — Acer circumlobatum Maxim. (1867).
Інші синоніми:
- Acer heyhachii Matsum. ex Makino (1910),
- Acer japonicum var. macrophyllum (Hort.) ex G.Nicholson (1881),
- Acer japonicum var. kobakoense (Nakai) Hara[en] (1936),
- Acer japonicum var. insulare Pax Ohwi (1953),
- Acer circumlobatum var. insulare Pax (1886),
- Acer insulare Pax (1892) non Makino,
- Acer kobakoense Nakai (1931),
- Acer monocarpon Nakai (1926),
- Acer nudicarpum (Nakai) Nakai (1915),
- Acer palmatum var. macrophyllum (Hort.) ex G.Nicholson (1881).

## Галерея

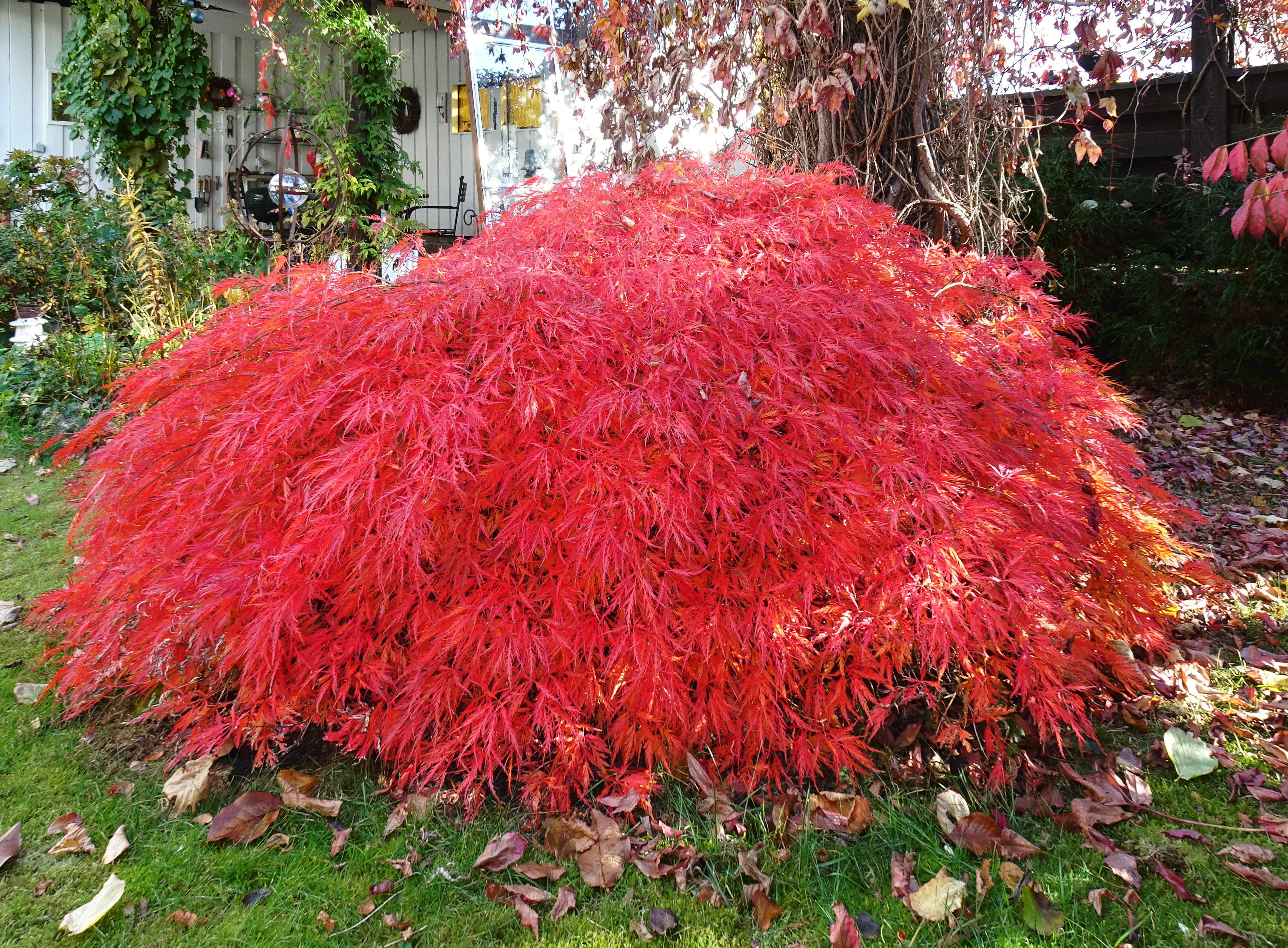
Клен японський
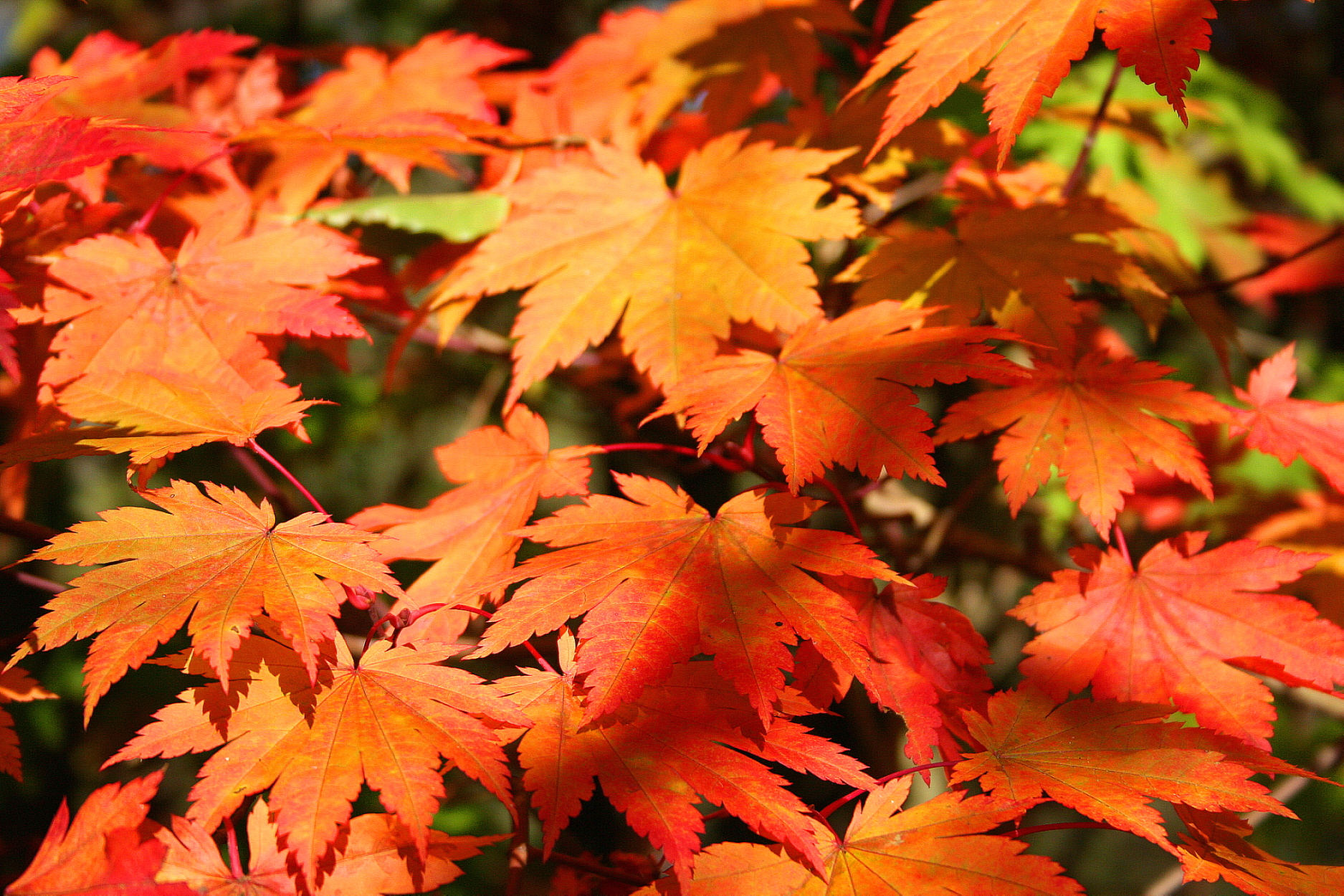
Листя клену японського восені
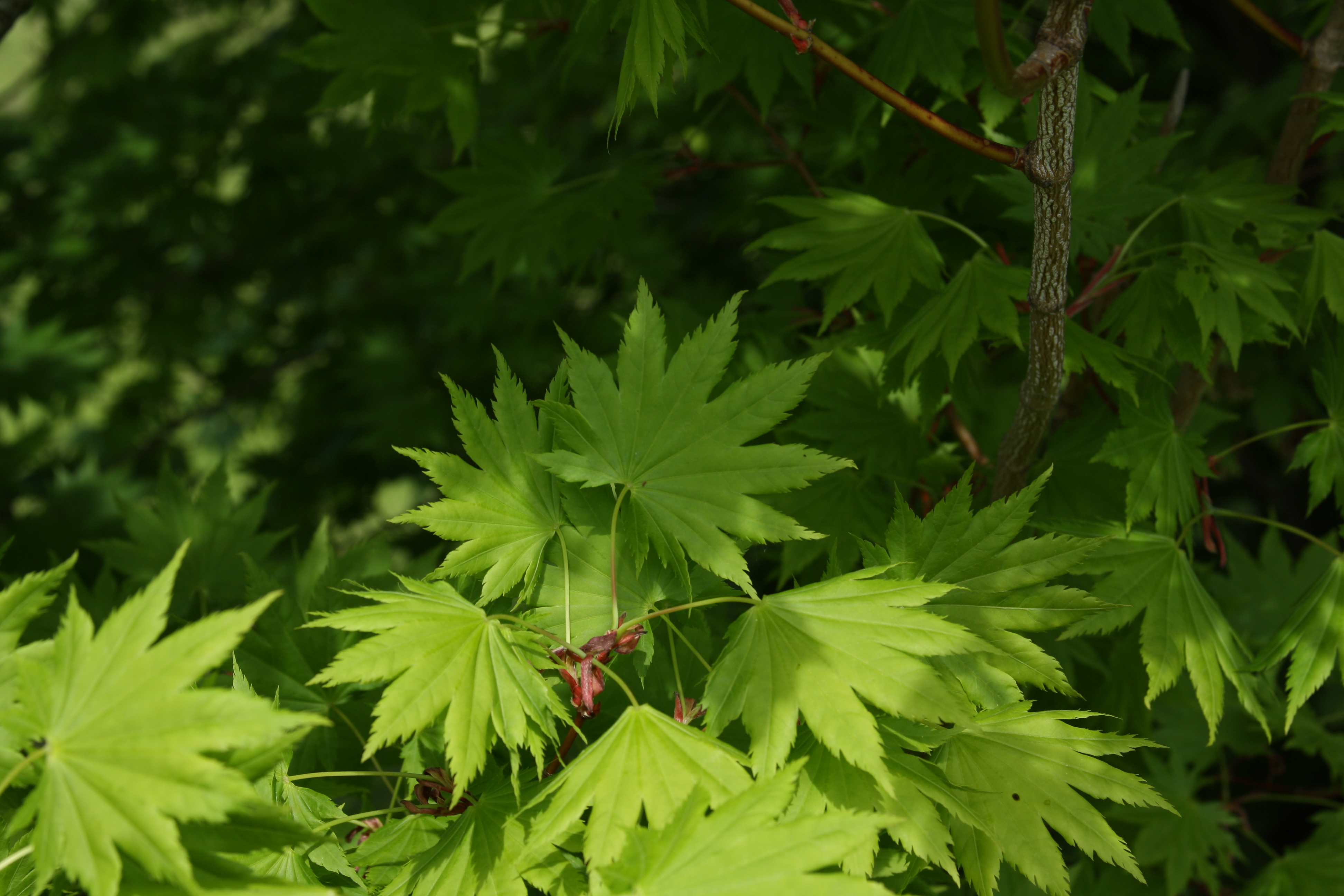
Молоде листя клену японського
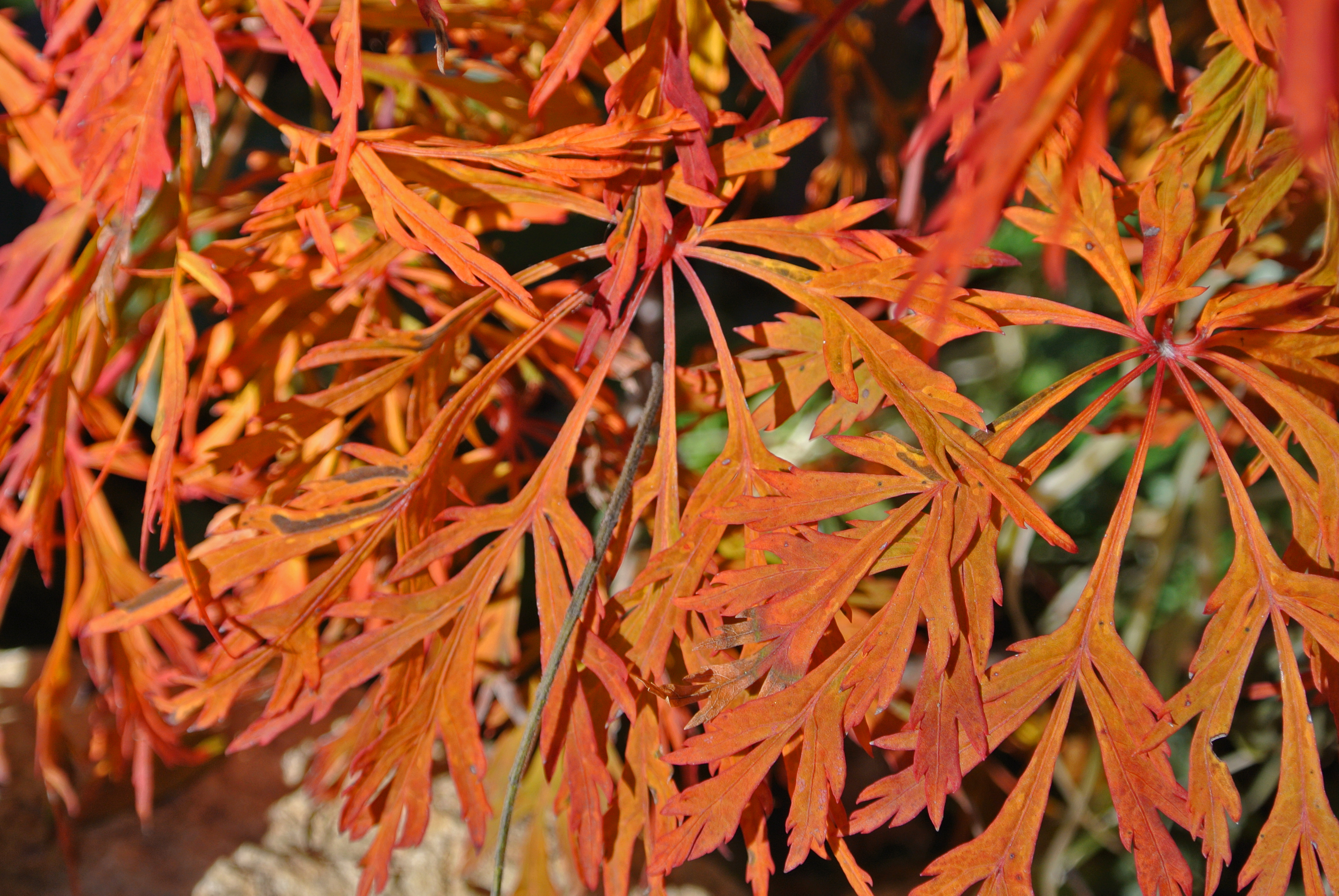
Клен японський 'Green Cascade'
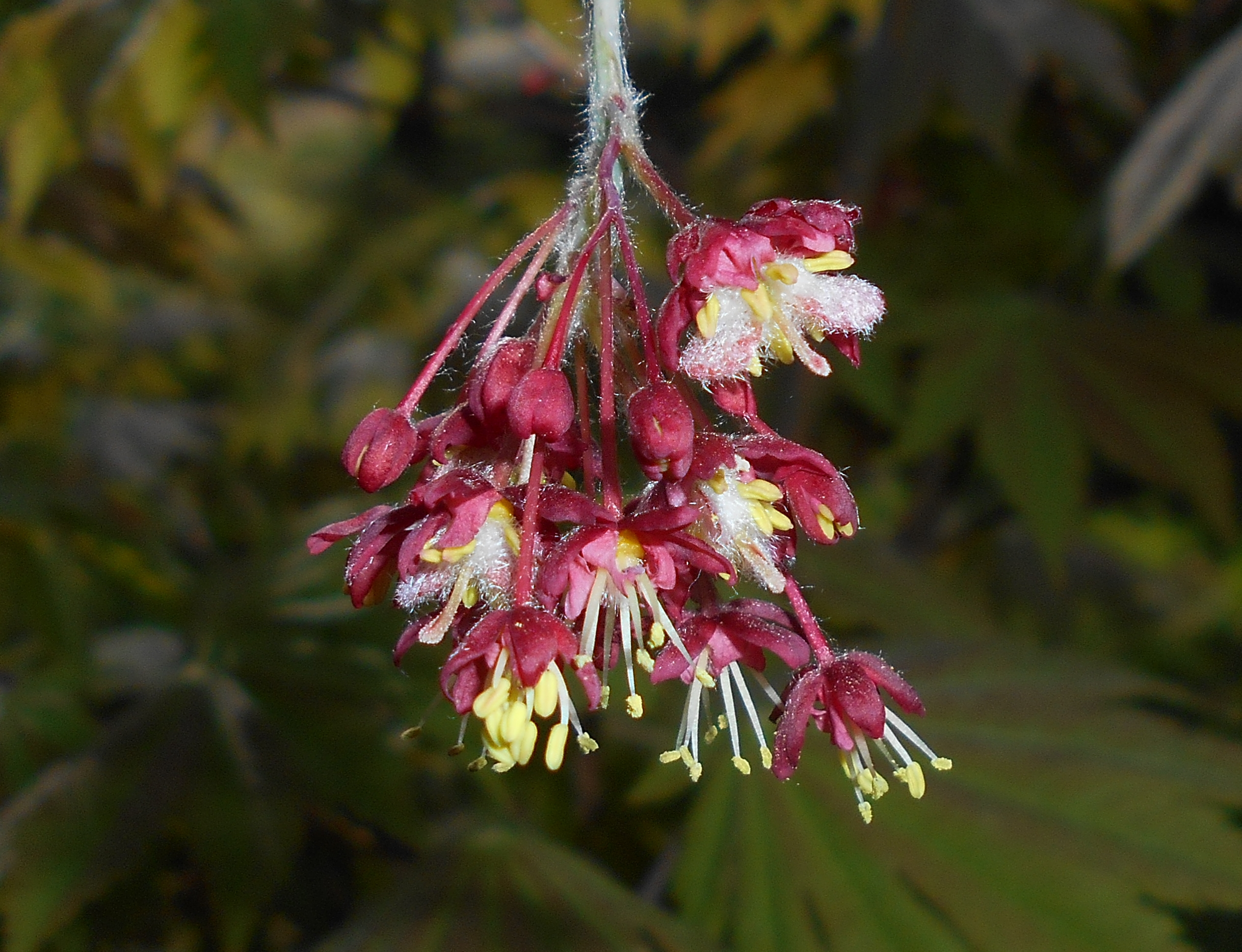
Клен японський 'Vitifolium'